# Пархоменко Дмитро Вікторович
Пархоменко Дмитро Вікторович (нар. 24 жовтня 1978, Одеса) — український футболіст, півзахисник. По завершенні ігрової кар'єри — тренер.

## Ігрова кар'єра
Вихованець одеського футболу. Починав грати у СДЮСШОР «Чорноморець». Перші тренери — Сергій Малюта, Тамаз Елісашвілі. Навчався у Київському спортінтернаті. Перші кроки у дорослому футболі робив у тернопільській «Ниві», а дебютував на професіональному рівні в одеському клубі «Динамо-Флеш» у сезоні 1995/96. Згодом виступав за інші одеські команди «СКА-Лотто» та «Чорноморець».
1999 року перебував у тренувальному таборі київського «Динамо» під керівництвом Валерія Лобановського, але залишитись у команді не зумів, натомість відправився за кордон, де став виступати за болгарський «Ботев» (Пловдив).
З 2000 року грав за молдавський «Шериф». Хавбек провів за тираспольців 42 офіційні матчі, забивши два голи. Разом з командою здобув чотири трофеї: два чемпіонства та два Кубки Молдови. Згодом грав за іншу місцеву команду «Тирасполь».
У першій половині 2005 року виступав за аматорську команду «Іван» (Одеса), а влітку підписав контракт з азербайджанським «МКТ-Араз».
Сезон 2007/08 розпочинав у клубі «Нафтовик-Укрнафта» з Охтирки, але жодного матчу так за нього і не зіграв, тому взимку 2008 року перейшов до луганського «Комунальника». Після розпуску клубу у вересні 2008 року отримав статус вільного агента, після чого до кінця року виступав за вірменський «Бананц» (Єреван).
З 2009 по літо 2011 року захищав кольори овідіопольського клубу «Дністер», який очолював його старший брат Андрій. Після реорганізації клубу в 2011 році у команду «Одеса» брати продовжили співпрацю там.
У липні 2013 року приєднався до аматорської команди «Балкани». З нею Пархоменко двічі поспіль став чемпіоном України серед аматорів у 2015 та 2016 роках, а надалі команда заявилась на професіональний рівень, де Дмитро зіграв 2 матчі у Другій лізі 2016/17 і 4 матчі у Першій лізі 2017/18, після чого завершив ігрову кар'єру.

## Тренерська кар'єра
По завершенні ігрової кар'єри залишився у «Балканах» і працював у тренерському штабі його брата Андрія.
З 2022 року працював у тренерському штабі Сергія Кузнецова в угорських клубах «Діошдьйор» та «Дьйор», а у червні 2024 року приєднався до тренерського штабу Юрія Гури у молдавському «Шерифі», де вже раніше виступав як гравець.

## Досягнення
- Чемпіон Молдови: 2000/01, 2001/02
- Володар Кубка Молдови: 2000/01